# Nana Kageyama
Nana Kageyama (景山菜奈) é uma DJ, cantora e compositora japonesa nascida em 6 de julho de 1992 em Tóquio.

## Biografia
Nana é filha do cantor Hironobu Kageyama e cresceu com muitas influências musicais, como música pop americana, J-pop e K-pop. Ela também é irmã da seiyū Risa Kageyama.
Em seu trabalho musical, ela compõe as próprias músicas e coreografa as próprias danças. Ela começou a dançar aos 15 anos de idade. Após se formar na universidade, trabalhou em escritórios e até para a agência espacial do Japão. Foi durante esse período que começou a cantar, compor e aprender instrumentos como violão e piano.

## Carreira
Ela chegou a trabalhar como dançarina em eventos de anime, como o Animelo Summer Live. Em 2014, foi apresentadora do evento com a irmã e o vocalista Motsu.
Até 2015, foi dançarina e apresentadora no programa Ani Song Club-R, que foi ao ar pela Tokyo MX. Foi parte do grupo @ddiction e da dupla Nana & Karen, formada em 2016, e durou cerca de um ano.
Em 2018, compôs a canção "Tenshi no Itazura ~happy ending~" para Masami Okui, inclusa em seu álbum HAPPY END.
Em 2022, trabalhou com o pai e arranjou todo seu álbum Hangeki no Ouchi Rock, além de compor algumas músicas. Ele foi produzido durante a pandemia de COVID-19 e a artista também está na capa do álbum. Ela se apresentou ao vivo com o pai para promover o disco, do qual diz que sua música favorita é "Olympia", composta em homenagem aos Jogos Olímpicos de Verão de 2020 em Tóquio. Ela também deu um novo arranjo a "Kyou wo Ikiyou", primeiro single da carreira solo do pai, que acabou renomeado "Live for Today!" e, assim como todo o álbum, explora estilos de dance music.
Ela continua fazendo trabalhos esporádicos com o pai, tendo arranjado as duas canções do single "Sora no Kanata e"; e composto e arranjado a música do single "STARRAIL ~Odore Kaitakusya~". Também trabalhou com o pai no single "Winner Win!". Em 2023, acabou por fundar, com ele, a dupla Ouch!Rocks, e lançaram a música "Shimokita Vibes", para um festival de música em Shimokitazawa.
Já em sua carreira solo, lançou sete canções em singles.
Em dezembro de 2024, lançou o single "Enter the Trance" com o brasileiro Ricardo Cruz. Kageyama fez o arranjo da música junto com Lucas Araújo, parceiro de Cruz no projeto Anison Lab e ex-guitarrista da banda Senpai Old School e guitarrista da banda Opus V. Já Cruz compôs a melodia. O videoclipe foi dirigido por Ariel Wollinger, fundador da Editora Mozu junto com Cruz, que também ficou responsável pela direção de arte do vídeo junto com Luciana Tolentino.

## Discografia

### Singles
- 2022: The World We Wanna Live In[8]

- 2022: Wasted Nights[14]

- 2022: Baby, I'm a Naughty Girl[14]

- 2022: Dreamers[14]

- 2024: Party for Me[14]

- 2024: Baddest Villain[14]

- 2024: Daydream[18]

- 2024: Enter the Trance[16]
- 2025: Good Life